# یادبود پیلگریم
یادبود پیلگریم (به انگلیسی: Pilgrim Monument) یادبودیست در پراوینستاون، ماساچوست که بین سال‌های ۱۹۰۷ و ۱۹۱۰، برای امضا پیمان می فلاور در سال ۱۶۲۰، ساخته شد. این بنا ۷۶.۸۰ متر طول دارد و بزرگترین بنای گرانیتی ایالات متحده است.